# Coll Vell
El Coll Vell és una collada dels contraforts nord-orientals del Massís del Canigó, a 843,3 metres d'altitud, en el límit dels termes comunals de Fillols i de Vernet, tots dos a la comarca del Conflent, de la Catalunya del Nord. Està situat a la zona central - sud del terme de Fillols, i al central - nord del de Vernet. És al sud-oest del poble de Fillols i al nord-est del de Vernet. Hi passava el Camí Vell de Vernet a Fillols.